# Sedigheh Vasmaghi

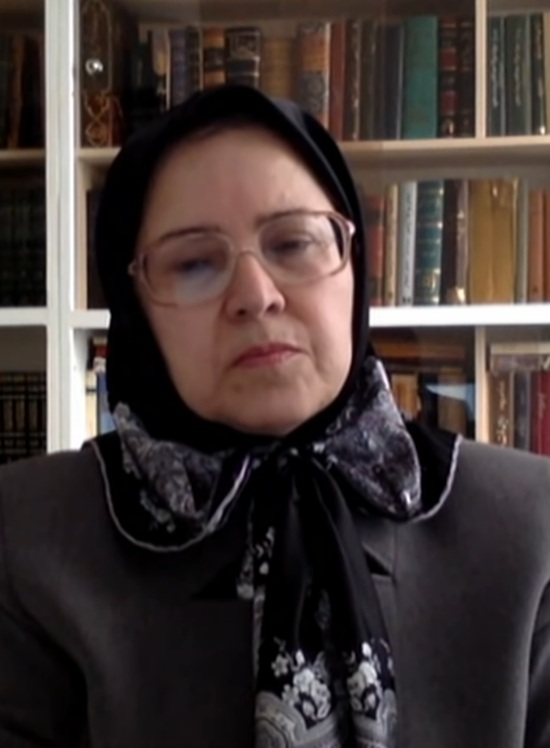
Sedigheh Vasmaghi

Sedigheh Vasmaghi (persisch صدیقه وسمقی, geb. 1961 in Teheran) ist eine iranische Juristin, Theologin und Feministin. Sie gilt als eine der führenden Figuren in der Bewegung für Frauenrechte in ihrem Land.

## Leben
Vasmaghi wurde im Jahr 1979 von der Islamischen Revolution beeinflusst, die sie als junge Frau miterlebte. Statt für die Aufnahme eines Universitätsstudiums entschied sie sich für eine Ausbildung in schiitischen Frauenseminaren, gefolgt von einem Studium der islamischen Rechtsprechung an der Teheraner Universität. Hier etablierte sie sich schnell als akademische Theologin und engagierte sich auch politisch, unter anderem als Mitglied und Sprecherin des Teheraner Stadtparlaments. Vasmaghis Exiljahre begannen nach einer zunehmend repressiven politischen Atmosphäre unter Präsident Mahmud Ahmadineschad. Sie erhielt eine Gastprofessur an der Universität Göttingen und lebte zwischen 2011 und 2017 in Deutschland. Danach wechselte sie an die Universität Uppsala. Während ihrer Zeit im Exil veröffentlichte sie bedeutende Arbeiten zu Frauenrechten und schiitischer Rechtslehre. Nach ihrer Rückkehr in den Iran wurde sie aufgrund ihrer kritischen Haltung gegenüber dem Mullah-Regime mehrfach inhaftiert und erlitt erhebliche gesundheitliche Schäden, darunter einen fortschreitenden Verlust des Sehvermögens.

## Wirken
Als Theologin und Juristin forderte Vasmaghi die männliche Dominanz in der islamischen Rechtsprechung heraus und stieß Reformen im islamischen Recht an. Sie kritisiert insbesondere die auf einer strengen Auslegung der Scharia basierenden Gesetze, die Gewalt gegen Frauen legitimieren. Vasmaghi trat zudem als Verfasserin von Veröffentlichungen hervor, die sich mit theologischen Themen, besonders im Kontext von Frauenrechten, befassen. Beispielsweise setzte sie sich mit dem Thema der Polygamie im Islam auseinander. Ihre Überzeugungen brachten ihr international Anerkennung ein, aber auch ernsthafte persönliche Risiken und wiederholte Inhaftierungen. Durch ihr Wirken wurde sie zu einer Symbolfigur des Widerstands gegen die Unterdrückung durch das Mullah-Regime, insbesondere im Kontext des verpflichtenden Hidschāb-Gesetzes und der breiteren Unterdrückung von Frauen. In einem offenen Brief an Irans obersten Führer Ali Khamenei kritisierte Vasmaghi im Jahr 2023 dessen Hidschāb-Dekret und betonte, dass strenge Hidschāb-Regeln keine Grundlage im Koran haben und historisch nicht durchgesetzt wurden; sie forderte Khamenei zur Erklärung der religiösen und politischen Gründe für seine Forderungen auf und warnte vor den umfassenden Konsequenzen einer erzwungenen Durchsetzung.